# Beaufort (district)

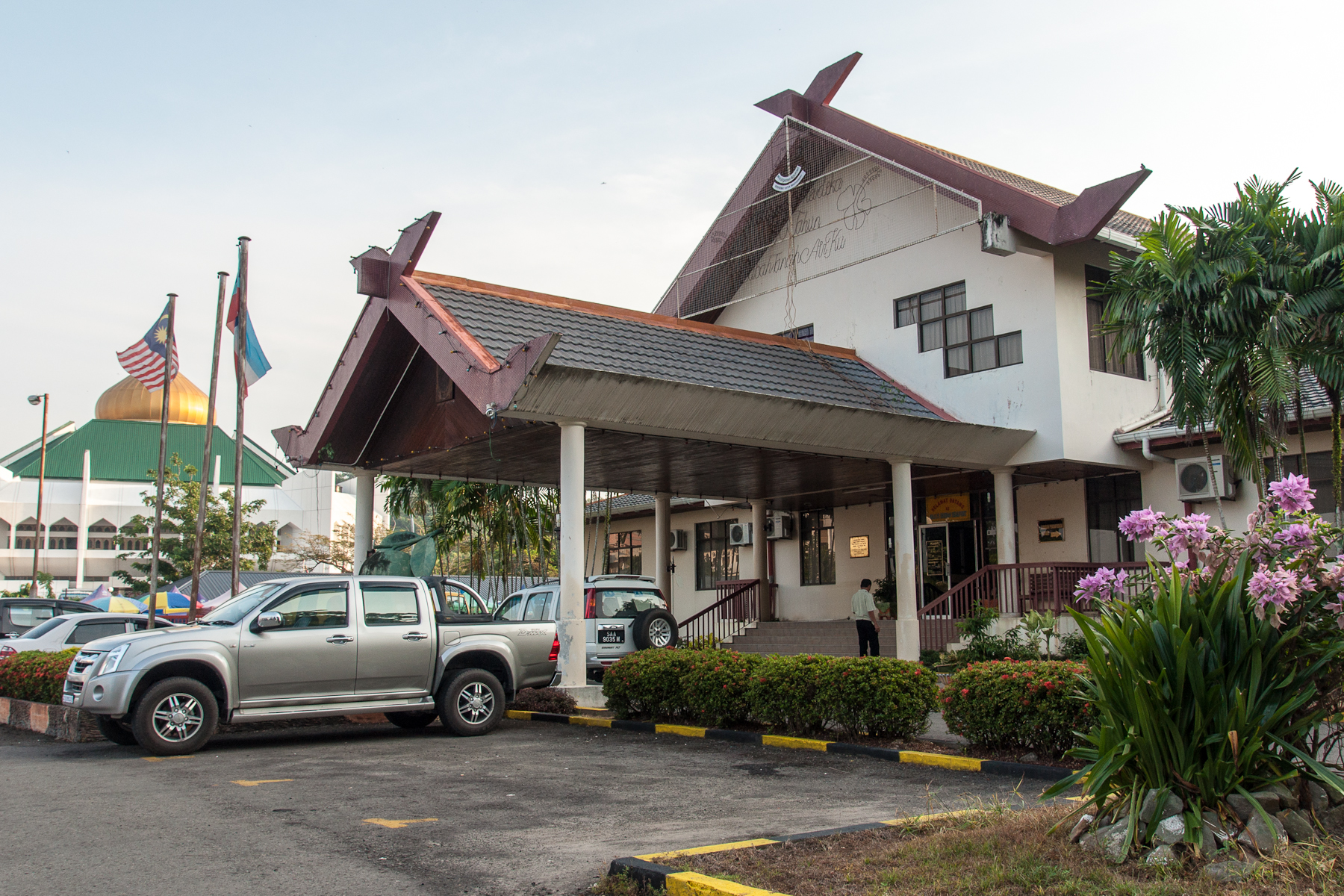
Districskantoor

Beaufort is een district in de Maleisische deelstaat Sabah.
Het district telt 66.000 inwoners op een oppervlakte van 1700 km².